# Marcel Amand
Marcel Emile Désiré Amand (Sohier, 19 mei 1917 - Doornik, 1993) was een Belgisch kunsthistoricus en archeoloog, specialist in de Romeinse tijd en in opgravingen in België en Noord-Frankrijk.

## Levensloop
Amand studeerde kunstgeschiedenis en archeologie aan de Rijksuniversiteit Luik en promoveerde in 1941. Zijn eerste activiteit bestond erin de in Bavay opgegraven ceramiek te beschrijven en te klasseren. Vervolgens werkte hij in opdracht van het Commissariaat Generaal voor de Wederopbouw bij het opruimen en catalogeren van de archeologische resten in het door bombardementen zwaar gehavende Doornik.
In 1952 werd hij leraar aan de normaalschool in Doornik. Hij bleef anderzijds actief bij alles wat archeologie betrof in Henegouwen en publiceerde veel hierover, onder de imprint van de Nationale Dienst voor Opgravingen. In 1956 promoveerde hij tot doctor in de wijsbegeerte en letteren met een proefschrift over de Romeinse tumuli in België.
In 1972 stichtte hij de Amicale des archéologues du Hainaut occidental.

## Monuments Man
Onmiddellijk na de Bevrijding in 1944 van de Duitse bezetting in België tijdens de Tweede Wereldoorlog werd Amand een van de leden van de Belgische Monuments Men, een sectie van de geallieerden met als opdracht cultureel erfgoed te beschermen van oorlogsvernieling en door nazi's gestolen kunstwerken te recupereren.
Luitenant Amand diende als Belgische vertegenwoordiger voor de teruggave van beeldende kunst in de Britse bezettingszone. Als onderdeel van zijn taken deed Amand onderzoek naar vermoedelijke handelaars in gestolen kunstwerken. Hij volgde hun bewegingen tijdens de oorlog en ontdekte vele uit België geroofde voorwerpen, die verborgen waren in opslagplaatsen in de Britse Zone.
Amand reisde ook geregeld naar de verschillende verzamelpunten van gerecupereerde kunstwerken. In het verzamelpunt van München hielp hij bij de identificatie van objecten die door de Monuments Men waren ontdekt in Schloss Kogl in Attergau, Oostenrijk, de opslagplaats van een groot aantal uit België gestolen kunstwerken. Met behulp van de nazi-inventarislijst voor Schloss Kogl konden de Belgische Monuments Men het merendeel van de cultuurschatten, die uit hun land waren geroofd, identificeren.

## Publicaties
- Tournai, berceau de la France, Doornik, Ed. du Capitole, 1961.
- Tournai, clef du royaume, Doornik, Ed. du Capitole, 1961.
- Briques perforées ou creusets à alvéoles, in: Revue du Nord n°191, Rijsel, Université Charles de Gaulle, 1966.
- Les Nécropoles d'époque romaine en Gaule septentrionale door André Van Doorselaer, vertaald door Marcel Amand, Brugge, De Tempel, 1967.
- L'industrie de la céramique dans le site du bois de Flines, à Howardries, Brussel, Service national des fouilles, 1971.
- L'approvisionnement en eau du Tournai Romain, Brussel, Service national des fouilles, 1973.
- Le sous-sol archéologique de l'église Saint-Piat à Tournai, Brussel, Service national des fouilles, 1980.
- Vases à bustes, vases à décor zoomorphe et vases cultuels aux serpents dans les anciennes provinces de Belgique et de Germanie, Brussel, Académie royale de Belgique, 1984.
- L'industrie, la taille et le commerce de la pierre dans le bassin du Tournaisis à l'époque romaine, in: Revue du Nord n°spécial n°260, Rijsel, Université Charles de Gaulle, 1984.